# 成人视频制造商
色情片製作公司（英語：Pornographic film production companies）是指拍攝、製作色情片的公司。全世界的色情片製作公司眾多，所販售的銷路主要為推出數碼多功能影音光碟，近來也有使用網站作為銷售途徑。有些製造商也身兼經紀公司，可參見AV事務所。

## 审查
根據日本的刑法第175條「猥瑣物頒佈罪」，規定不能直接裸露隱私部分。日本本地成人视频制造商在發片前，必須先將作品送交倫理團體审查，審查合格才允許在日本販售。一些成人视频制造商在國外註冊法人規避审查制度，把未經審查的產品外銷到管制較鬆脫的歐美第三國，再通過網路「進口」販售至日本。

## 導演
色情片导演是負責管理影片現場的攝影、剪輯、製片等工作的人。有些导演同時也是身兼色情演员。导演通常也执导其他影視業界的作品，如：電視節目、三級片、录影带首映。一般行業的导演通常使用本名，但是色情片导演會使用各種藝名。常見的手法是「假名+苗字」，如：カンパニー松尾、バクシーシ山下等。

## 分類
日本的色情片市場蓬勃，隨消費者喜好不同而有各式分類。例如：
依外貌分為美少女（多為新進演員）、蘿莉（像女童的演員）、熟女等，
依年齡（三十路、四十路、五十路），依身材（美胸、巨乳、貧乳、美腿、美臀、長身、處女），
依職業或角色扮演（制服片、女僕、OL、義母），及其他業餘非職業身分（素人、人妻、少婦、妊娠婦、熟女等）。
以姿势或身体部位及其他類型（潮吹、顏射、自慰、青姦、灌腸等）區分。
性癖好、性欲倒错、或劇情涉及性犯罪主題，如雙性人、人妖、有關性行為的亂倫、援助交際，有關性虐恋、BDSM的性調教、凌辱、性虐待，有關性取向的男男、女女，及其它（強暴、痴漢、群交、野外露出、窃視等）。
拍攝過程可能觸犯法律的類型，包括幼童片、盜攝片、獸交片等。

## 註腳
1. ↑  映畫倫理委員會根據日本法律規定，要求女演員必須已成年、陰毛、肛門及生殖器等“重點位置”的影像必須經過馬賽克遮罩。
2. ↑  外部連結：. 新华网. 2010-12-02  [2012-12-22]. （原始内容存档于2017-02-15）.
3. ↑  參見 Japorn。
4. ↑  見Amateur pornography（英语：Amateur pornography）（英文）
5. ↑  見戀孕婦癖（英文）
6. 1 2  在一些國家或地區法律规定，拥有极端色情材料（不论是否为尚未成年或已成年人）仍为明确非法行为，例如2013年2月据英国《太阳报》报道，一名40岁的华裔男子被英国警方逮捕……據英国广播公司（BBC）指出，這些A片都是以虐待東方女子為主題。参见 色情与法律罪名。